# Acer tschonoskii
Acer tschonoskii là một loài thực vật có hoa trong họ Bồ hòn. Loài này được Maxim. mô tả khoa học đầu tiên năm 1887.

## Hình ảnh

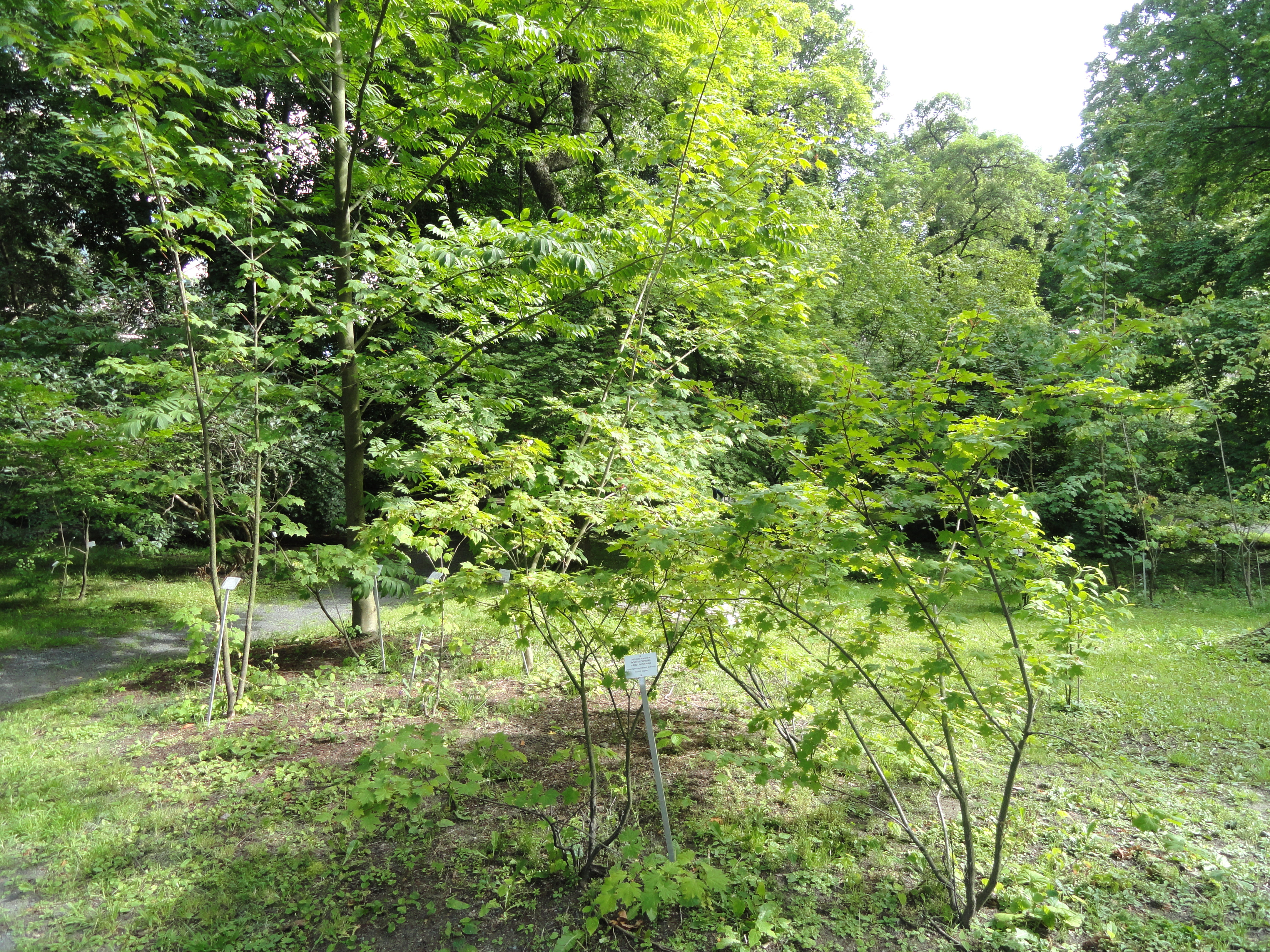
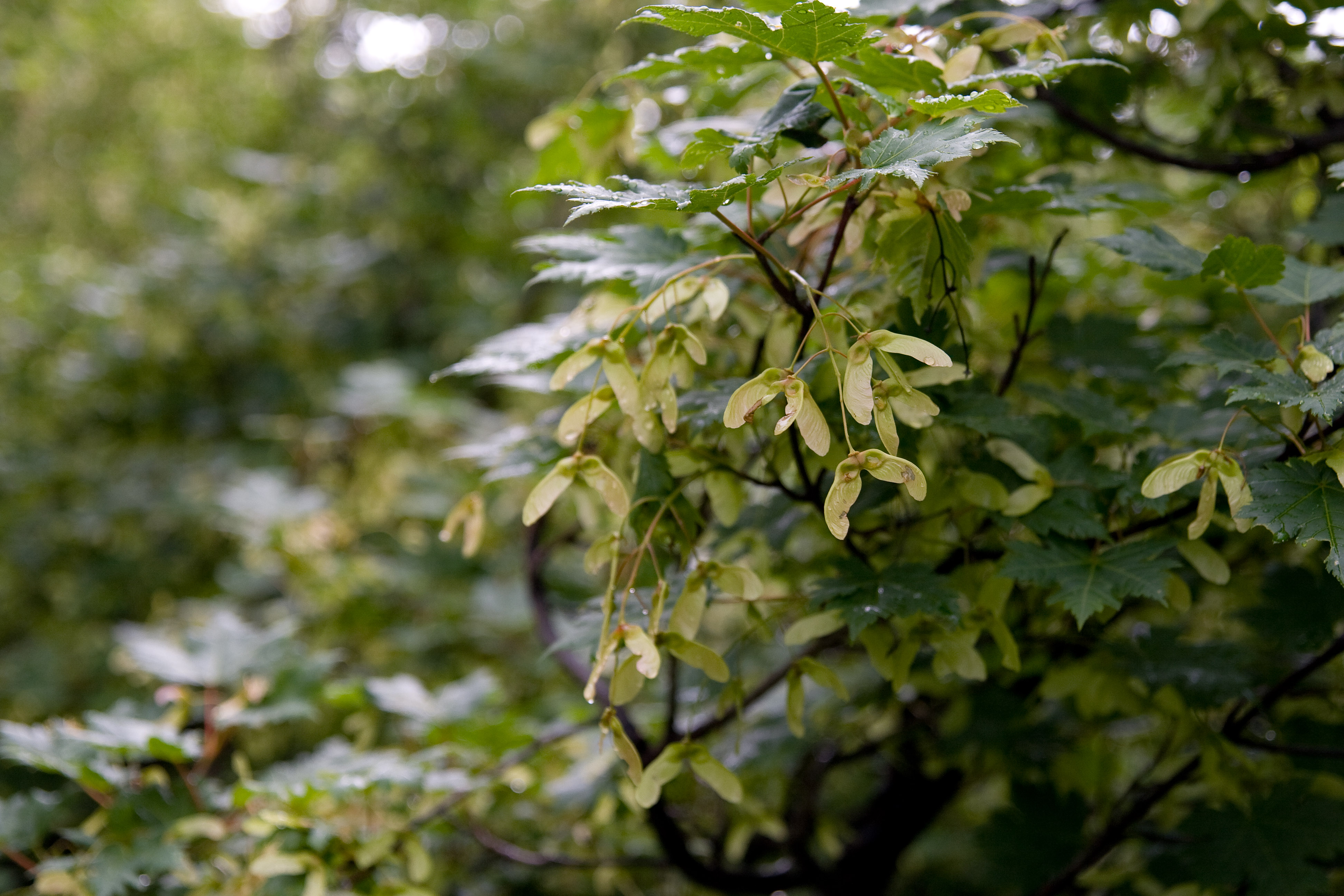
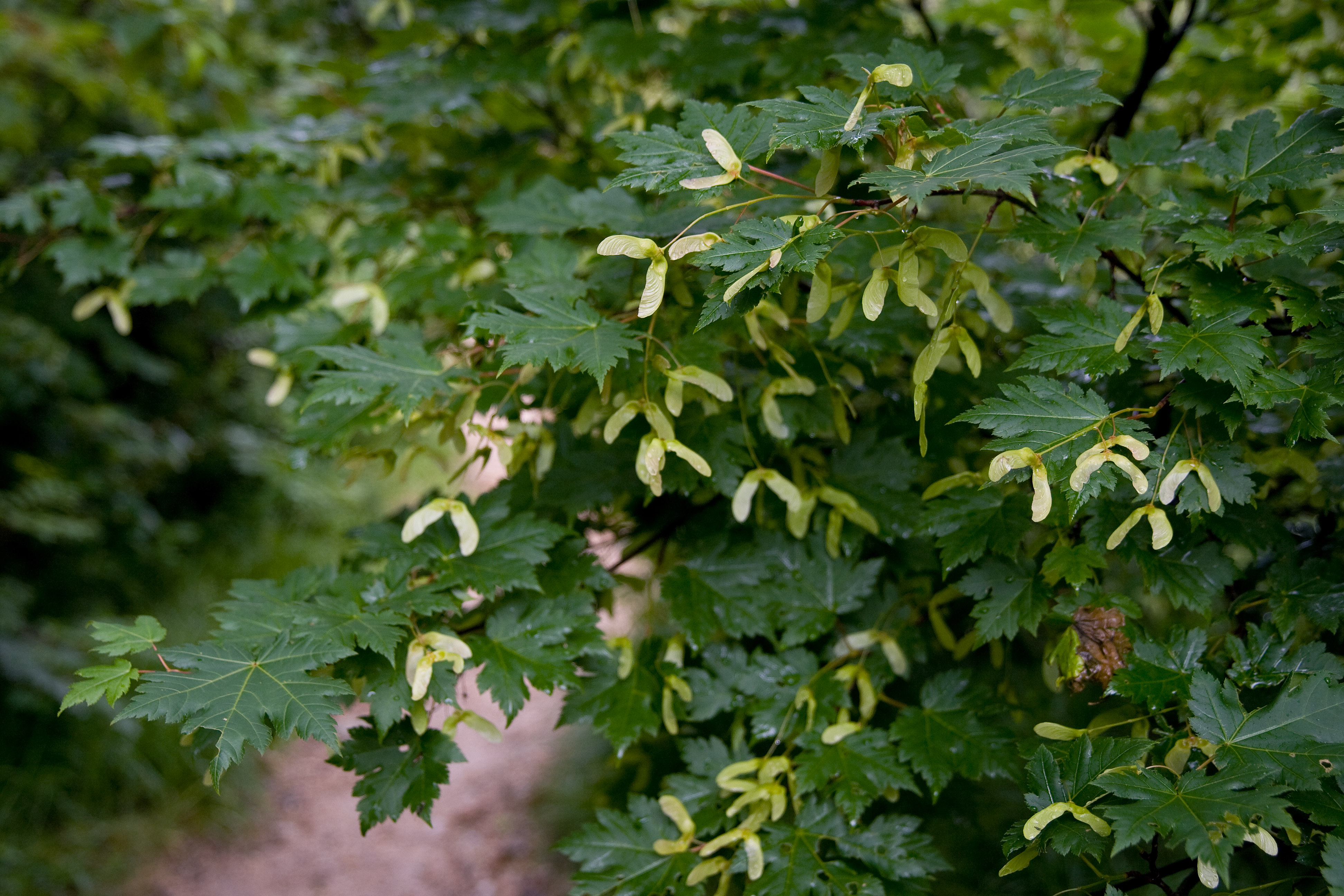
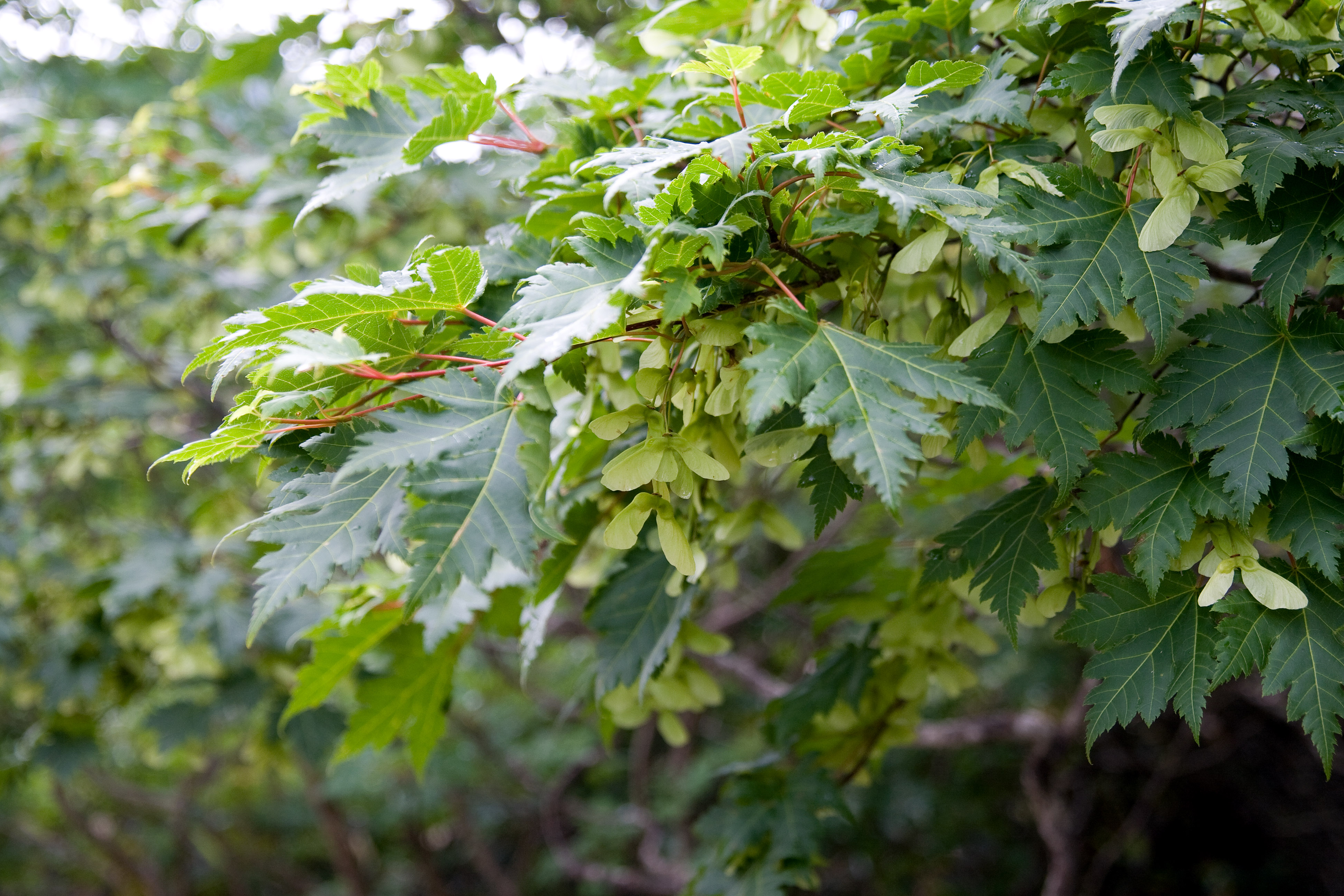